# Ruanda hadereje
Ruanda hadereje a szárazföldi erőkből és a légierőből áll.

## Fegyveres erők létszáma
- Aktív: 61 500 fő[forrás?]

## Szárazföldi erők
Létszám
60 000 fő
Állomány
- 6 gyalog dandár
- 1 gépesített ezred

Felszerelés
- 12 db közepes harckocsi
- 110 db páncélozott szállító jármű
- 40 db tüzérségi löveg

## Légierő
Létszám
1500 fő
Felszerelés
- 5 db harci repülőgép
- 5 db szállító repülőgép
- 12 db helikopter